# Ernst Ludvig, landgreve af Hessen-Darmstadt
Ernst Ludvig af Hessen-Darmstadt (tysk: Ernst Ludwig) (15. december 1667 i Gotha – 12. september 1739) var landgreve af Hessen-Darmstadt fra 1678 til 1739. 
Hans forældre var landgreve Ludvig 6. af Hessen-Darmstadt og Elisabeth Dorothea af Sachsen-Gotha-Altenburg (1640–1709).
Ernst Ludwig var gift med Dorothea Charlotte, som var datter af Albrecht af Brandenburg-Ansbach (1620–1667).  De fik følgende børn:
1. Ludwig 8. (1691–1768)
2. Karl Wilhelm (1693–1707)
3. Franz Ernst (1695–1717)

## Eksterne links
- Wikimedia Commons har flere filer relateret til Ernst Ludvig, landgreve af Hessen-Darmstadt
- Ernst Ludwig, Neue deutsche Biographie, Bd.: 4, , Berlin, 1959 (Webside ikke længere tilgængelig)